# Eupithecia centralasiata
Eupithecia centralasiata là một loài bướm đêm trong họ Geometridae.